# Jelena Grigorjewa
Jelena Grigorjewa (geboren 1977 oder 1978; gestorben am 21. Juli 2019 in St. Petersburg) war eine russische Menschenrechtsaktivistin.

## Leben und Werk
Jelena Grigorjewa wohnte in Sankt Petersburg und engagierte sich für diskriminierte oder ausgeschlossene Gruppen, beispielsweise:
- für die Krimtataren, eine muslimische turksprachige Ethnie auf der von Russland annektierten Krim,
- für Homo-, Bi- und Transsexuelle (LGBT), die in Russland mit zahlreichen Tabus, Vorurteilen und gesetzlichen Einschränkungen konfrontiert sind,
- für Fernfahrer, die gegen Mautgebühren protestierten, sowie
- für die Schwestern Maria, Angelina und Krestina Chatschaturjan, drei junge Frauen aus Moskau, die ihren Vater töteten, weil er sie missbraucht hatte.[3]

Einer ihrer Einzelproteste zeigte sie mit zugeklebtem Mund und einem Schild: „In Russland gibt es mehr als fünf Millionen LGBT. Wegen der Ignoranz und des Hasses der Gesellschaft leben sie versteckt.“ Demonstrationen von mehreren Personen für LGBT-Rechte sind in Russland behördlich untersagt und stehen unter Strafe.
Am Abend des 21. Juli 2019 wurde ihre Leiche in jenem Viertel gefunden, in dem sie wohnte. Der Leichnam wies Stichwunden und Würgemale auf. Gefunden wurde sie rund 12 bis 16 Stunden nach der Tat. In der Folge wurde ein vorbestrafter Kirgise als Tatverdächtiger verhaftet, die Tat wird von den Ermitteln als Folge eines „persönlichen Konflikts“ gewertet. Die Ermittler hätten Beweise, dass „der Mord im Rahmen eines persönlichen Konflikts stattfand“, der Tatverdächtige habe sie im betrunkenen Zustand acht Mal mit einem Messer in Gesicht und Rücken verletzt. Die St. Petersburger LGBT-Organisation Wichod äußerte Zweifel an den Ermittlungsergebnissen und forderte die Veröffentlichung der angeblichen Beweise, dass es keine anderen Motive für die Tat gegeben habe. Am 12. Oktober 2020 wurde dieser zu einer Haftstrafe von acht Jahren und einem Monat Haft verurteilt.
Grigorjewa wurde vor dem Mord mehrfach medial bedroht. Die St. Petersburger Nachrichtenseite „Fontanka“ meldete, sie sei gemeinsam mit anderen Aktivisten auf einer Internetseite gelistet gewesen, die zu Gewalttaten gegen Homosexuelle und ihre Unterstützer aufgerufen habe. Homophobe Aktivisten hätten sich dort auch mit entsprechenden Attacken gebrüstet. Grigorjewa und ihr Anwalt hätten die Drohungen bei der Polizei angezeigt, es habe aber keine „bemerkbare Reaktion“ gegeben. Der Aktivist Dinar Idrissow und andere Menschenrechtsaktivisten betonten, dass Grigorjewa mehrfach mit dem Tode bedroht worden sei. Zwei Tage vor ihrem gewaltsamen Tod veröffentlichte sie auf Facebook eine Verhaltensanleitung, wenn man ins Blickfeld der militanten Gruppe „Pila protiw LGBT“ (Säge gegen LGBT) gelange. Diese anonyme Gruppierung führt Listen von potentiellen Opfern und droht ihnen mit „grausamen Geschenkchen“.

### Politische Aktivitäten
Yelena Grigoryeva machte sich auch einen Namen als Menschenrechtsaktivistin und politische Kämpferin. Sie forderte den Schutz von Minderheiten und kritisierte die Ukraine-Politik Russlands. Auf Plakaten beschrieb sie russische Missstände und lief mit ihnen durch die Straßenzüge Russlands. Bereits am 4. August gab es politische Festnahmen der LGBT-Bewegung in St. Petersburg. Der Kampf für LGBT wurde als gesellschaftlicher Widerstand wahrgenommen. Ihr Name steht für Demokratie und Antikriegsbewegungen.